# Homme au cheval
Homme au cheval – en norvégien Mann med hest – est un tableau réalisé par le peintre norvégien Edvard Munch en 1918, probablement à Ekely, près d'Oslo. D'un format horizontal presque carré, cette huile sur toile représente un homme debout à côté d'un cheval blanc figuré en raccourci, devant un paysage campagnard.
Achetée au marchand d'art allemand Paul Cassirer, l'œuvre intègre en 1921 les collections de la Neue Pinakothek de Munich, avant d'en sortir pour avoir été déclarée par l'Allemagne nazie représentative de l'art dégénéré. Elle est à présent conservée à la Galerie nationale d'Australie, à Canberra, en Australie. Elle a été reçue en don de Geoff Ainsworth en 2024, tandis qu'une variante peinte la même année demeure dans une collection privée.

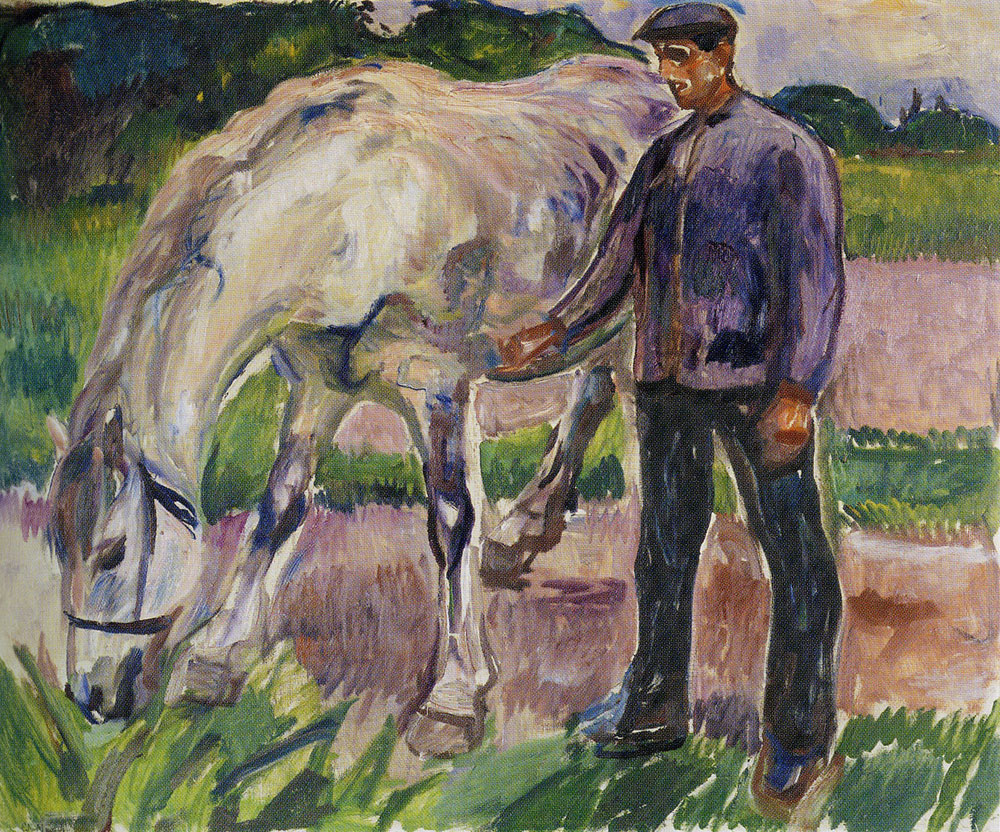
Homme au cheval, 1918 – Collection privée.